# Fabio Boccanera
Fabio Boccanera (Roma, 28 ottobre 1964) è un doppiatore italiano, noto particolarmente per aver fornito la voce italiana a Johnny Depp nella maggior parte delle sue interpretazioni, favorito in questo anche da un timbro vocale molto vicino a quello dell'attore.

## Biografia
Fratello minore della doppiatrice Laura, cugino dei doppiatori Massimo, Emanuela e Riccardo Rossi e padre del doppiatore Federico Boccanera, iniziò a praticare il doppiaggio da bambino e in seguito, ancora minorenne, recitò in due miniserie televisive prodotte dalla Rai, ricoprendo il ruolo del protagonista in Un paio di scarpe per tanti chilometri, per poi scoprire di esser stato stranamente doppiato, senza esserne preventivamente informato, dall'attore Fabrizio Bentivoglio e questo, dopo tre impegnativi mesi di riprese, lo spinse a non proseguire nella carriera d'attore, preferendo limitarsi al doppiaggio, salvo ritornare fugacemente nel 2008 con un piccolo ruolo nel film L'amore non basta. In seguito Boccanera doppiò a sua volta, per un periodo, l'attore italiano Nicola Farron, il quale assistette come apprendista al suo lavoro in studio, imparando così come ridoppiarsi autonomamente in futuro, in caso di necessità.
Oltre a Johnny Depp, doppiato sin dalla sua prima interpretazione in Nightmare - Dal profondo della notte ma non in tutti i ruoli (venendo più volte sostituito dal cugino Riccardo Rossi o da altri colleghi), fra gli altri attori doppiati da Fabio Boccanera in numerose occasioni troviamo Colin Farrell, Clive Owen, Joaquin Phoenix, Ben Affleck (il cui doppiaggio è svolto maggiormente dal già citato cugino Riccardo Rossi) e River Phoenix.
Nel campo dell'animazione ha dato la voce al personaggio Senza Nome nel lungometraggio animato Sword of the Stranger, Balto nell'omonimo film e a Miroku nella serie anime Inuyasha, inoltre è stato il doppiatore di Ranma Saotome nella seconda parte della serie animata Ranma ½. Ha doppiato anche Josh Holloway nell’acclamata serie tv Lost, James Marsters in Buffy l'ammazzavampiri, Pedro Pascal ne Il Trono di Spade.
È stato premiato più volte al Gran Galà del Doppiaggio Romics DD, dal pubblico come voce maschile dell'anno nel 2005 e nel 2007 e con il "Premio Ferruccio Amendola" nell'edizione del 2008; nel 2011 ha invece ottenuto il Premio della Critica e un riconoscimento per la migliore interpretazione maschile all'ottava edizione del Leggio d'oro.

## Doppiaggio

### Film
- Johnny Depp in Nightmare - Dal profondo della notte, The Man Who Cried - L'uomo che pianse, Chocolat, La vera storia di Jack lo squartatore - From Hell, La maledizione della prima luna, La fabbrica di cioccolato, The Libertine, Pirati dei Caraibi - La maledizione del forziere fantasma, Pirati dei Caraibi - Ai confini del mondo, Sweeney Todd - Il diabolico barbiere di Fleet Street, Parnassus - L'uomo che voleva ingannare il diavolo, Nemico pubblico - Public Enemies, Alice in Wonderland, The Tourist, Pirati dei Caraibi - Oltre i confini del mare, Jack e Jill, Dark Shadows, 21 Jump Street, The Lone Ranger, Transcendence, Mortdecai, Into The Woods, Black Mass - L'ultimo gangster, Alice attraverso lo specchio, Animali fantastici e dove trovarli, Pirati dei Caraibi - La vendetta di Salazar, Assassinio sull'Orient Express, Animali fantastici - I crimini di Grindelwald, City of Lies - L'ora della verità, Arrivederci professore, Il caso Minamata, Jeanne du Barry - La favorita del re
- Colin Farrell in Minority Report, In linea con l'assassino, S.W.A.T. - Squadra speciale anticrimine, Una casa alla fine del mondo, The New World - Il nuovo mondo, Chiedi alla polvere, Miami Vice, Sogni e delitti, In Bruges - La coscienza dell'assassino, Pride and Glory - Il prezzo dell'onore, Triage, Ondine - Il segreto del mare, London Boulevard, The Way Back, 7 psicopatici, Dead Man Down - Il sapore della vendetta - Saving Mr. Banks, The Lobster, Premonitions, L'inganno, Widows - Eredità criminale, Dumbo, Artemis Fowl, The Gentlemen, Ava, Voyagers, The Batman
- Ben Affleck in In cerca di Amy, Will Hunting - Genio ribelle, Vivere fino in fondo, Armageddon - Giudizio finale, Shakespeare in Love, 200 Cigarettes, Piovuta dal cielo, 1 km da Wall Street, Trappola criminale, Bounce, Al vertice della tensione, Daredevil, Paycheck, Natale in affitto, Smokin' Aces, Runner, Runner, L'amore bugiardo - Gone Girl
- Clive Owen in King Arthur, Sin City, Derailed - Attrazione letale, Inside Man, I figli degli uomini, Elizabeth: The Golden Age, Duplicity, Ragazzi miei, Trust, Intruders, Killer Elite, Hemingway & Gellhorn, Doppio gioco, Last Knights, Valerian e la città dei mille pianeti, Gemini Man, The Informer - Tre secondi per sopravvivere, Ofelia - amore e morte, The song of Names - La musica della memoria, Guida romantica a posti perduti
- Joaquin Phoenix in Da morire, Il tempo di decidere, Il sapore del sangue, Quills - La penna dello scandalo, Quando l'amore brucia l'anima - Walk the Line, I padroni della notte, Two Lovers, C'era una volta a New York, Lei, Vizio di forma, Irrational Man, A Beautiful Day - You Were Never Really Here, Don't Worry, I fratelli Sisters, C'mon C'mon, Beau ha paura
- Tyrese Gibson in Fast & Furious 5, Fast & Furious 6, Fast & Furious 7, Fast & Furious 8, Fast & Furious 9 - The Fast Saga, Fast X, The Collective
- Chiwetel Ejiofor in Love Actually - L'amore davvero, 12 anni schiavo, The Old Guard, Infinite, The Old Guard 2
- River Phoenix in Vivere in fuga, Indiana Jones e l'ultima crociata, Belli e dannati, Quella cosa chiamata amore
- Matt Damon in Il coraggio della verità, La leggenda di Bagger Vance, EuroTrip, La mia vita è uno zoo
- Mark Ruffalo in Shutter Island, I ragazzi stanno bene, Blindness - Cecità, Margaret
- Dominic West in Diana & Me, Sogno di una notte di mezza estate, The Forgotten, Pride
- Robert Carlyle in Riff Raff, Full Monty - Squattrinati organizzati, Face - Criminali per caso, Codice 51
- Ralph Macchio in Per vincere domani - The Karate Kid, Karate Kid II - La storia continua..., Karate Kid III - La sfida finale, Karate Kid: Legends
- Rob Lowe in I ragazzi della 56ª strada, Proximity - Doppia fuga, Californication
- Jet Li in Hero, Fearless, Rogue - Il solitario
- Billy Zane in Titanic, Zoolander, Zoolander 2
- Gerard Butler in RocknRolla, Il cacciatore di ex
- Max Ryan in The Foreigner - Lo straniero, La leggenda degli uomini straordinari
- Michael Fassbender in Angel - La vita, il romanzo, Fish Tank
- Jim Caviezel in Déjà vu - Corsa contro il tempo, Long Weekend
- Jon Seda in Schegge di paura, Double Bang
- Anthony Michael Hall in Breakfast Club, Edward mani di forbice
- Jonny Lee Miller in Trainspotting, T2 Trainspotting
- Justin Whalin ne La signora ammazzatutti, Dungeons & Dragons - Che il gioco abbia inizio
- Édgar Ramírez in Point Break, Wasp Network
- Lee Pace in Guardiani della Galassia, Captain Marvel
- Jason Statham in Shark - Il primo squalo, Shark 2 - L'abisso
- Gale Hansen ne L'attimo fuggente
- Jeremy Davies in Nell
- Donnie Wahlberg in Ransom - Il riscatto
- Paul Rudd in Romeo + Giulietta di William Shakespeare
- Ben Chaplin in Un uomo in prestito
- Dominique Pinon in Alien - La clonazione
- Jack Noseworthy in Breakdown - La trappola
- Liberto Rabal in Carne trémula
- Cuba Gooding Jr. in Analisi di un delitto
- Jamie Foxx in Ogni maledetta domenica - Any Given Sunday
- Heath Ledger in Monster's Ball - L'ombra della vita
- John Corbett in Quando l'amore è magia - Serendipity
- Matthew McConaughey ne Il regno del fuoco
- Shane West ne I passi dell'amore - A Walk to Remember
- Thomas Kretschmann in Immortal Ad Vitam
- Billy Burke ne Il caso Thomas Crawford
- Jacob Vargas in Death Race
- Black Thomas in Step Up 2 - La strada per il successo
- Dane Cook ne La ragazza del mio migliore amico
- Jesse Metcalfe in Un alibi perfetto
- Hans Matheson in Sherlock Holmes
- Jon Bernthal in L'uomo nell'ombra
- Jason Momoa in Conan the Barbarian
- Andrew Howard in Limitless
- Anson Mount in Safe
- Chris Hemsworth in Red Dawn - Alba rossa
- Mark Wahlberg in Broken City
- Anthony Mackie in 8 Mile
- Karl Urban ne Il drago invisibile
- Luke Evans ne La ragazza del treno
- Liam McIntyre in Security
- Bobby Cannavale in Jesus Rolls - Quintana è tornato!
- Saïd Taghmaoui in John Wick 3 - Parabellum
- JR Bourne in Teen Wolf - Il film
- Narratore (canzoni) in La sirenetta
- Leslie Cheung in Days of Being Wild

### Film d'animazione
- Miroku in Inuyasha the Movie - Un sentimento che trascende il tempo, Inuyasha the Movie - Il castello al di là dello specchio, Inuyasha the Movie - La spada del dominatore del mondo, Inuyasha the Movie - L'isola del fuoco scarlatto
- Charlie Brown in Sei stato eletto, Charlie Brown!, Non c'è tempo per l'amore, Charlie Brown!, È il Giorno del ringraziamento Charlie Brown, È un mistero, Charlie Brown!, Aspettando il cane di Pasqua, È il giorno di San Valentino, Charlie Brown!, Sei un campione, Charlie Brown!
- Bruce Wayne / Batman in Superman: Red Son, Shazam vs Black Adam, Injustice
- Fiore cucciolo in Bambi (doppiaggio 1968)
- Saetta in Robin Hood
- Beezel in Unico il piccolo unicorno
- Kai in Akira
- Mitaka in Maison Ikkoku Last Movie
- Astaroth ne I Cavalieri dello zodiaco - L'ultima battaglia (primo doppiaggio)
- Balto in Balto
- Lesto ne La freccia azzurra
- Nick Dean in Jimmy Neutron - Ragazzo prodigio
- Piccolo Fiume in Spirit - Cavallo selvaggio
- Don Juan in Tentacolino
- Sitka in Koda, fratello orso
- Sancho in El Cid - La leggenda
- Victor Van Dort ne La sposa cadavere
- Freezen Pretty Cure Max Heart 2 - Amici per sempre
- Senza Nome in Sword of the Stranger
- Ronin in Epic - Il mondo segreto
- Sherlock Gnomes in Sherlock Gnomes
- Whitney Doubleday in Scooby-Doo! Ed il mistero del circo

### Serie televisive
- James Marsters in Buffy l'ammazzavampiri, Angel, Smallville
- Josh Holloway in Lost, Intelligence, Colony, Storie incredibili
- John Stamos in Jake in Progress, Glee, Scream Queens
- Liam McIntyre in Spartacus: la vendetta, Spartacus: la guerra dei dannati, The Flash
- Dylan McDermott in Hostages, Stalker, LA to Vegas
- Desmond Harrington in Taken, Dexter, Sneaky Pete
- Alejandro Landero in Un uomo da odiare, Rosa selvaggia
- Rick Schroeder in NYPD - New York Police Department, Andromeda
- David Sutcliffe in Una mamma per amica, Io sto con lei
- David Conrad in Relativity, Miss Match
- Steven Pasquale in Rescue Me, Do No Harm
- Amaury Nolasco in Prison Break, Chase
- Omari Hardwick in Saved, Dark Blue
- Donnie Wahlberg in Rizzoli & Isles, Blue Bloods
- Stephen Moyer in True Blood, The Gifted
- Daniel Sunjata in Graceland, Notorious
- Gale Harold in Vanished, The Secret Circle
- Colin Farrell in True Detective, The North Water, The Penguin
- Don Diamont, Todd McKee (2ª voce), Scott Thompson Baker (2ª voce), Brian Gaskill, Roark Critchlow in Beautiful
- Brock Burnett, Jason David Frank e Chris Jackson in Sweet Valley High
- Josè Solano e Jason Momoa in Baywatch
- Vincent Young e Nick Kiriazis in Beverly Hills 90210
- Chad Coleman e Khary Payton (ep.10x20) in The Walking Dead
- John Johnston (1ª voce) ed Eric Woodall in Quando si ama
- Rupert Ravens e Tison Krilst in Santa Barbara
- Kevin Bernardt in General Hospital
- Peter Barton in Febbre d'amore
- Patrick Viane in Anna, giorno dopo giorno
- Todd Bridges ne Il mio amico Arnold
- Eric Scott in Una famiglia americana
- Scott Valentine in Casa Keaton
- Tim Topper in Sette spose per sette fratelli
- Scott Baio in Jenny e Chachi
- Carl Anthony Payne II ne I Robinson
- Jory Husain in Segni particolari: genio
- Dustin Nguyen in 21 Jump Street
- Paul Provenza ne Il cane di papà
- Jon Bennett in Paradise Beach
- Brad Pitt in Glory Days
- William O'Leary in Quell'uragano di papà
- Andrew Shue in Melrose Place
- Joey Lawrence in Una famiglia a tutto gas
- Randy Vasquez in Acapulco H.E.A.T.
- Eric Stoltz in Chicago Hope
- Adrian Pasdar in Profit
- Mario López in Pacific Blue
- Garett Maggart in Sentinel
- Roy Dupuis in Nikita
- Harold Perrineau in Oz
- Richard Chevolleau in Pianeta Terra - Cronaca di un'invasione
- Tim Russ in Star Trek: Voyager
- Nolan North in Port Charles
- Joel Berti in Fashion House
- David Anders in The Vampire Diaries
- Gilles Marini in Devious Maids - Panni sporchi a Beverly Hills
- Peter Cambor in NCIS: Los Angeles
- Jay Ryan in Beauty and the beast
- Clayne Crawford in Lethal Weapon
- Stuart Martin ne I Medici
- LaMonica Garrett NCIS - Unità anticrimine
- Joseph Fiennes in FlashForward
- Diego Klattenhoff in Homeland - Caccia alla spia
- Brian d'Arcy James in Smash
- Joel Kinnaman in The Killing
- Andy Whitfield in Spartacus: sangue e sabbia
- Brandon Routh in Chuck
- Sullivan Stapleton in Strike Back
- Anthony Michael Hall in The Dead Zone
- James Callis in Battlestar Galactica
- Jeremy Sisto in Law & Order - I due volti della giustizia
- Morris Chestnut in V
- Christian Kane in Leverage - Consulenze illegali
- Dougray Scott in Desperate Housewives
- Leonard Roberts in Heroes
- Jason Wiles in Persone sconosciute
- David Anders in Alias
- Nick E. Tarabay in Crash
- Mike Vogel in Miami Medical
- James Tupper in Men in Trees - Segnali d'amore
- John Leguizamo in The Kill Point
- Justin Chambers in Cold Case - Delitti irrisolti
- Josh Charles ne In Treatment
- Matt Nolan in The Booth at the End
- Chris Beetem in JAG - Avvocati in divisa
- Travis Fimmel in Tarzan
- Gordon Michael Woolvett in Andromeda
- Chris Bowers in Bionic Woman
- Tahmoh Penikett in Dollhouse
- Mido Hamada in Terra Nova
- Manny Perez in 100 Centre Street
- Shemar Moore in Birds of Prey
- Johann Urb in The Mountain
- James Tupper in Samantha chi?
- John Barrowman in Titans
- Paul Leyden in LAX
- Geoff Stults in Settimo cielo
- Adam Scott in Tell Me You Love Me - Il sesso. La vita
- Michael DeLorenzo in Resurrection Blvd.
- Eric Etebari in Witchblade
- Jens-Peter Nuenemann in Cops - Squadra speciale
- Eric Close in L'incredibile Michael
- Ron Livingston in The Practice - Professione avvocati
- Dylan Neal in Hyperion Bay
- David Eigenberg in Sex and the City
- Kevin Dillon in Così è la vita
- Jeremy Garrett in Legacy
- Nicholas Lea ne Il commissario Scali
- Shiek Mahmud-Bey in Profiler - Intuizioni mortali
- Mark Kiely ne Il fuggitivo
- Johnathon Schaech in Cenerentola a New York
- Peter Bryant in Dark Angel
- Patrick Labbé in Durham County
- Tommy Puett in Una famiglia come le altre
- Jon Hamm in Providence
- Ty Burrell in Out of Practice - Medici senza speranza
- Wes Williams in Instant Star
- Omid Abtahi in NCIS - Unità anticrimine (ep. 7x01)
- Albie Selznick in Susan
- Ralph Carter in Good Times
- Jason George in Off Centre
- Dan Southworth in Power Rangers Time Force
- Chris Violette in Power Rangers S.P.D.
- Tom Burke in The Musketeers
- John Simm in Doctor Who
- Michael Eklund in Psych
- Abdelhafid Metalsi in Cherif
- Kenny Johnson in Sons of Anarchy
- Pedro Pascal ne Il Trono di Spade
- JR Bourne in Teen Wolf
- Daniel Kaluuya in Black Mirror
- Cuba Gooding Jr. in American Crime Story
- Steven Ogg in Better Call Saul (1x09)
- Dylan McDermott in FBI: Most Wanted
- James Purefoy in The Veil
- Nick Offerman in The Last of Us

### Serie animate
- Kirk Parson in Holly e Benji - Due fuoriclasse, Che campioni Holly e Benji!!!, Holly & Benji Forever
- Miroku in Inuyasha e Inuyasha: The Final Act
- Char Aznable in Gundam (2ª ediz.) e Mobile Suit Z Gundam
- Stear (1ª voce) e Tom (2ª voce) in Candy Candy
- Megane (3ª voce) e Mendo (4ª voce) in Lamù (2ª parte degli episodi)
- Joe McClaine in Joe 90
- Pinocchio ne Le nuove avventure di Pinocchio
- Fatti in Temple e Tamtam
- Mattia in Remi - Le sue avventure
- Dom in Ryu, il ragazzo delle caverne
- Gianni in Zum il delfino bianco
- Dorno in Space Ghost e gli Erculoidi
- Willy ne L'ape Maia
- Bill in Boule e Bill (1ª edizione)
- Ari in Lulù l'angelo tra i fiori
- Papi ne L'isola del tesoro
- Aladar ne La famiglia Mezil (st. 1 e 3)
- Seia in Hello! Spank
- Antonio Rabucco "Il muratorino" in Cuore
- Pigna ne Gli gnomi delle montagne
- Glauco in C'era una volta... Pollon[8]
- Nanao in Nanako SOS
- Lenny Newman in Palla al centro per Rudy
- Naojiro in Shutendoji
- Sterling Archer in Archer
- Li Xingke in Code Geass: Lelouch of the Rebellion
- Mozenrath in Aladdin
- Musicista in Reporter Blues
- Ranma Saotome (da ragazzo) in Ranma ½ (2ª ediz., 2ª parte)
- Riki ne Il cuneo dell'amore
- Emilio in Ace Ventura
- Itaro in City Hunter
- Kisalandos in Guru Guru - Il girotondo della magia
- Rui Asagiyama in SuperDoll Rika-chan
- Hiroyuki Miyazawa ne Le situazioni di Lui & Lei
- Jonathan Davis in South Park (episodio 3x12)
- Mushra Hyperwarrior in Shinzo
- Ryunosuke Akagi in Full Metal Panic!
- Jack Kowalski in Funky Cops
- Capitan Planet in Le nuove avventure di Capitan Planet
- Shockblast in Transformers: Energon
- Zepail in Hunter × Hunter
- Kittan Bachika in Sfondamento dei cieli Gurren Lagann
- Full Frontal in Mobile Suit Gundam Unicorn
- Belzemon in Digimon Fusion Battles
- Raul Creed in Ergo Proxy
- Wonder Man/Simon Williams in Avengers - I più potenti eroi della Terra
- Daisuke Nitta in Boys Be...
- Fredrick Bowman in Jurassic World - Nuove avventure

### Film TV
- Antonio Sabato Jr. in Vendetta nell'oceano e Incubo ad alta quota
- Jason Momoa in Baywatch - Matrimonio alle Hawaii e Ritorno a Kauai
- Benno Fürmann in My house in Umbria e Cuore selvaggio (2013)
- James Wilder in Morte al traguardo
- Will Oldham in Una bambina da salvare
- Billy Warlock in Onora il padre e la madre - L'omicidio dei Menendez
- Peter Dobson in Norma Jean & Marilyn
- Ivan Sergei in Soluzione estrema
- Hrothgar Mathews in Linea di sangue
- David Gail in Perduti nell'oceano
- Wade Carpenter in Piccoli delitti tra amici
- George Eads in Monte Walsh - Il nome della giustizia
- Chris Kramer in Tracce di un delitto
- Martin Donovan in Un sogno impossibile
- Brian Krause in Torbide relazioni
- Dhaffer L’Abidine in Black Forest - Favole di sangue
- Clive Owen in Hemingway & Gellhorn

### Videogiochi
- Antonio in Blindness (1995)[9]
- Julian Sark in Alias (2004)[10]
- Jack Sparrow in Pirati dei Caraibi: La leggenda di Jack Sparrow (2006),[11] Disney Infinity (2013)[12]
- Cappellaio Matto in Alice in Wonderland (2010)[13]

### Documentari
- Jimi Hendrix in Jimi Hendrix: Voodoo Child

### Programmi televisivi
- Ben Affleck in Project Greenlight

### Cortometraggi
- Massimo Di Michele in Il Mago di Esselunga (2011)

## Filmografia
- L'uomo del tesoro di Priamo, regia di Paolo Gazzara e Mino D'Amato – miniserie TV (1977)
- Un paio di scarpe per tanti chilometri, regia di Alfredo Giannetti – miniserie TV (1981)
- L'amore non basta, regia di Stefano Chiantini (2008)

## Riconoscimenti
- Premio Voci nell'Ombra per la Miglior Voce Maschile - Sezione TV (Anthony Michael Hall nel ruolo di Johnny Smith in The Dead Zone) - 2004
- Premio del pubblico "Voce maschile dell'anno" al Gran Galà del Doppiaggio - Romics - 2005
- Premio del pubblico "Voce maschile dell'anno" al Gran Galà del Doppiaggio - Romics - 2007
- Premio Ferruccio Amendola al Gran Galà del Doppiaggio - Romics - 2008[4]
- Premio della Critica e Migliore interpretazione maschile all'ottava edizione del Leggio d'oro - 2011[7]